# أناتاهان
أناتاهان (بالإنجليزي: Anatahan)(بالياباني: ア ナ タ ハ ン) المعروف أيضًا باسم ملحمة أناتاهان وهو فيلم دراما حربى ياباني لعام 1953 من إخراج المخرج جوزيف فون ستيرنبرج.
على الرغم من أنه تم إصداره بشكل متواضع في اليابان، إلا أنه كان ضعيفًا في الولايات المتحدة، حيث استمر فون ستيرنبرغ في إعادة تسجيل الفيلم لمدة أربع سنوات أخرى. بعد ذلك تخلى عن المشروع واستمر في تدريس السينما في جامعة كاليفورنيا في لوس أنجلوس لمعظم ما تبقى من حياته. عُرض الفيلم ضمن الاختيار الرسمي خلال مهرجان البندقية السينمائي الرابع عشر (1953).

## القصة
تتحطم السفينة بينما كان الجنود يقودنها لمعركة ما ; فيرسوا على جزيرة لمدة سبعة سنوات، وبينما كانوا بالجزيرة اكتشفوا وجود رجل مع زوجته، فيبدأ الصراع الوحشي بينهم لإمتلاك الفتاة الوحيدة بالجزيرة.

## خلفية
كانت أناتاهان وهي جزيرة تابعة لأرخبيل ماريانا في المحيط الهادئ الاستوائي، مسرحًا لمحاصرة ثلاثين بحارًا وجنديًا يابانيًا وامرأة يابانية في زمن الحرب في يونيو 1944. وظل المنبوذون مختبئين حتى استسلموا لفريق الإنقاذ التابع للبحرية الأمريكية في عام 1951، ستة بعد سنوات من هزيمة اليابان من قبل القوات المتحالفة. تم استقبال العشرين الذين نجوا من المحنة بحرارة عند عودتهم إلى اليابان ما بعد الحرب. الاهتمام الدولي، بما في ذلك مقال في الحياة بتاريخ 16 يوليو 1951، ألهم جوزيف فون ستيرنبرغ لتكييف القصة مع عرض فيلم روائي للأحداث.

## الاستقبال
عندما وصل ستيرنبرغ لبدء مرحلة ما قبل الإنتاج في عام 1952، كانت عمليات الترحيل الدرامية والمروعة أحيانًا لأحداث أناتاهان تنتشر على نطاق واسع في الصحافة. تساءل النقاد عن سبب تكييف ستيرنبرغ لقصة قد تثير «مشاعر غير سارة» بين العديد من اليابانيين الذين أصيبوا بصدمة بسبب الحرب والهزيمة. أصدر المخرج تصريحات صحفية وعد فيها بأن يكون فيلمه القادم مسعى فنيًا يرضي الجماهير اليابانية، وليس استجمامًا للطب الشرعي لكارثة زمن الحرب.
تم عرض ملحمة أناتاهان لأول مرة في يونيو 1953 بعد دعاية شاملة في الصحف الرئيسية والمحلية. كان التقييم النقدي للفيلم عدائيًا بشكل موحد، بما في ذلك مائدة مستديرة متعددة الصحفيين نُشرت في كينيما جونبو (أقدم صحيفة يابانية). كما يقول المؤرخ السينمائي ساتشيكو ميزونو:
انتقد الصحفيون الفيلم من خلال انتقاده بشدة لاتجاه ستيرنبرغ، ونظرته الغريبة، وتمثيل الممثلين الهواة، وفكرته في إخراج فيلم من القصة في المقام الأول. انتقدوا كاواكيتا وأوساوا لمنح ستيرنبرغ سيطرة كاملة على إنتاج فيلم باهظ الثمن والذي جعل اليابانيين فقط يعارضون الشاشة.
تم توجيه الانتقادات أيضًا إلى ستيرنبرغ لتبنيه موقفًا متعاطفًا تجاه المرأة الوحيدة في الجزيرة، هيغا كازوكو (التي صورها أكيمي نيجيشي) والناجين الذكور. كانت إدانة الفيلم قاسية بشكل خاص من الناقد فويوهيكو كيتاجاوا، متهمًا ستيرنبرغ بالنسبية الأخلاقية وعدم اتصاله بمشاعر اليابان بعد الحرب. حظي العرض الأول والعروض العامة الأولى في طوكيو وكيوتو بدعم «فاتر». حقق المستثمرون نجاحًا تجاريًا متواضعًا حتى في المشروع.
قُدم الفيلم في مهرجان البندقية السينمائي في عام 1953 حيث طغى عليه فيلم يوجيتسو الذي يعد من أفضل أعمال المخرج كينجي ميزوغوشي.
عندما سأل ناقد فرنسي جوزيف فون ستيرنبرغ لماذا ذهب إلى الشرق الأقصى لبناء استوديو لتصوير أناتاهان، في حين أنه كان بإمكانه بناء مجموعة متطابقة في بقعة خلفية في هوليوود، أجاب «لأنني شاعر».

## وصلات خارجية
- أناتاهان على موقع IMDb (الإنجليزية)
- أناتاهان على موقع ميتاكريتيك (الإنجليزية)
- أناتاهان على موقع روتن توميتوز (الإنجليزية)
- أناتاهان على موقع ألو سيني (الفرنسية)
- أناتاهان على موقع Turner Classic Movies (الإنجليزية)
- أناتاهان على موقع أول موفي (الإنجليزية)
- أناتاهان على موقع فيلمافينيتي (الإسبانية)
- أناتاهان على موقع قاعدة بيانات الأفلام السويدية (السويدية)
- أناتاهان على موقع قاعدة بيانات الفيلم (الإنجليزية)
- أناتاهان على موقع ليتربوكسد (الإنجليزية)